# عربية جديدة
العربية الجديدة (الاسم العلمي: Arabis nova) هي نوع من النباتات تتبع جنس العربية من الفصيلة الكرنبية.